# Santillana de Campos
Santillana de Campos är en ort i Spanien.   Den ligger i provinsen Provincia de Palencia och regionen Kastilien och Leon, i den norra delen av landet, 220 km norr om huvudstaden Madrid. Santillana de Campos ligger 807 meter över havet och antalet invånare är 114.
Terrängen runt Santillana de Campos är platt. Runt Santillana de Campos är det glesbefolkat, med 15 invånare per kvadratkilometer. Närmaste större samhälle är Carrión de los Condes, 18,1 km väster om Santillana de Campos. Trakten runt Santillana de Campos består till största delen av jordbruksmark.